# Giuseppe Bosia (politico 1894)
Giuseppe Bosia (Cagliari, 17 marzo 1894 – Asti, 22 luglio 1988) è stato un politico italiano.
Ufficiale superiore dei Carabinieri ed esponente del Partito Nazionale Monarchico, fu consigliere comunale e consigliere provinciale di Asti e venne eletto senatore della Repubblica nel 1953 per la II legislatura. Aderì al gruppo misto e fu membro della 8ª Commissione permanente per l'agricoltura e l'alimentazione (1953-1958), della Commissione speciale ddl alluvioni (1953-1954), della Commissione consultiva testo unico semi oleosi (1953-1958) e della Commissione consultiva per la disciplina giuridica delle imprese artigiane (1956-1958).